# Clásico del Astillero
La rivalité entre le Barcelona SC et le CS Emelec, se réfère à l'antagonisme entre les principaux clubs de football de Guayaquil, en Équateur. La ville est la plus peuplée du pays, la capitale économique et le plus important port de la côte ouest de l'Amérique latine.
Barcelona voit le jour en 1925 et évolue au stade Monumental Isidro Romero Carbo. Emelec est créé en 1929 et l'équipe dispute ses matchs au stade George Capwell, du nom du créateur du club. La première rencontre date du 22 août 1943 puis en 1948 un quotidien surnomme cette rencontre le Clásico del Astillero (français : Classique du chantier naval) et l'appellation demeure depuis.
Les rencontres sont régies par une rivalité sportive qui s'amplifie au cours du temps. Jusqu'à la création du championnat professionnel en 1957, d'une manière générale, seul l'Emelec possède une équipe compétitive puis dès la première édition du nouveau championnat, les deux clubs finissent champion et vice-champion. Les clubs sont deux des trois équipes les plus souvent championnes d'Équateur et s'affrontent régulièrement pour l'obtention de titre ce qui favorise un terrain propice à une rivalité sportive.
Il existe également une rivalité de popularité du fait que la rencontre est la plus suivie du pays.